# Dongyuan, Guangdong
Dongyuan (kinesiska: 东园) är en köping i sydöstra Kina. Den ligger i Jiexi härad i staden Jieyang i provinsen Guangdong, omkring 300 kilometer öster om provinshuvudstaden Guangzhou. Antalet invånare är 32 980. Befolkningen består av 16 124 kvinnor och 16 856 män. Barn under 15 år utgör 26,0 %, vuxna 15-64 år 64 %, och äldre över 65 år 8,0 %.